# Vladislao III Jagellón
Vladislao III Jagellón de Polonia y Vladislao I de Hungría (Cracovia, 31 de octubre de 1424-Varna (Bulgaria), 10 de noviembre de 1444) fue rey de Polonia (1434-1444) y trigesimotercer rey de Hungría (1440-1444) (en húngaro: I. Ulászló). Era hijo y sucesor de Vladislao II de Polonia, rey de Polonia y Supremo Duque de Lituania, y de Sofía de Halshany.

## Rey de Polonia
Vladislao nació en 1424 como primogénito del rey Vladislao II de Polonia cuando éste cumplía su trigésimo octavo año de reinado, por lo cual se apresuró a resolver los asuntos sucesorios de su hijo. Bajo el reinado de su padre, Vladislao II, Polonia había pasado a ser uno de los Estados más poderosos en la Europa Medieval, puesto que entre otras cosas había derrotado a los caballeros de la Orden Teutónica que pretendían extender sus dominios sobre los territorios de la actual Prusia. En este periodo también se habían fortalecido la nobleza y el clero polacos, por lo cual Vladislao II se vio forzado a ganarse su apoyo para cumplir sus objetivos. En 1430 la nobleza polaca reunida en Jedlinia consiguió obtener para sí aún más privilegios, los cuales fueron ratificados en leyes promulgadas en Cracovia en 1433. El monarca polaco no podía emitir dinero y tampoco era necesario que estuviese presente en las asambleas para que la aristocracia llegase a consensos y tomase decisiones.
Sin embargo, en 1434, tras la muerte de Vladislao II, su hijo el pequeño Vladislao III fue elegido rey de Polonia y coronado en Cracovia, y el consejo real gobernó en su nombre encabezado por Zbigniew Olesnicki, obispo de esta ciudad. En diciembre de 1438, Vladislao III alcanzó una edad apropiada para reinar y ejerció el poder directamente a sus catorce años.

## Rey de Hungría
El 27 de octubre de 1439 murió el rey Alberto de Hungría, y al no dejar hijos herederos (sino a la viuda Isabel de Luxemburgo, su esposa embarazada), de inmediato estallaron las guerras internas entre la alta nobleza por el control del reino. Se formaron dos partidos o ligas importantes. Una de ellas, la Liga Garai-Celje que deseaba que el hijo póstumo del fallecido rey de Hungría, Alberto de Habsburgo, fuese coronado rey, para lo que se le proveería de un tutor y al reino de un regente hasta que alcanzase la mayoría de edad. Por otra parte, una gran parte de la nobleza húngara, que poseía igualmente mucha influencia, opinaba que a causa de las constantes invasiones de los turcos otomanos, la corona no se le podía confiar a un infante neonato. Ante esto, ese grupo de nobles encabezados por el nádor de Hungría, Lorenzo Hédervári, acudió al joven Vladislao III de Polonia, de quince años de edad, eligiéndolo rey de Hungría. Esta segunda alianza fue la Liga Hunyadi, que giraba en torno al futuro regente Juan Hunyadi.
Este fue el primer acontecimiento en toda la historia húngara en el que la nobleza tuvo la posibilidad y el poder de llevar a cabo una elección real. Sin embargo, antes de su coronación, Vladislao debía someterse a ciertas condiciones, entre ellas la de que devolvería a Hungría los territorios meridionales tomados por los turcos, que continuaría la lucha contra ellos y que tomaría por esposa a la reina consorte viuda Isabel de Luxemburgo.
Entonces Vladislao arribó a mediados de mayo a Buda. Sin embargo, la situación legal en el reino había cambiado para entonces. El 22 de febrero de 1440, en la ciudad de Komárom, nació el hijo del fallecido rey húngaro, el cual fue llamado Ladislao el Póstumo. Su madre y otros nobles húngaros robaron en secreto la santa corona húngara del palacio de Visegrado e hicieron coronar rey de Hungría al pequeño neonato en la ciudad de Székesfehérvár.
Esto no duró mucho, ya que el 29 de julio de 1440 Vladislao arribó a Buda y forzó a la asamblea y al arzobispo de Esztergom, Dionisio Szécsi, a coronarlo con una corona provisional, ante lo cual la reina viuda y su hijo recién nacido huyeron primero a Bratislava y después al Sacro Imperio Romano Germánico, buscando la protección de Federico III de Habsburgo. Hungría tenía entonces dos reyes coronados, y la nobleza y la sociedad estaban igualmente divididas en dos partidos muy bien delimitados. Esto causó el inicio de una guerra civil.

### Guerra civil en Hungría
De esta forma dio comienzo en 1440 la guerra interna entre los partidarios de Vladislao I y del infante Ladislao V el Póstumo (la cual no terminará hasta la muerte del monarca polaco, a pesar de la firma de tratados de paz). Entre los partidarios de Vladislao I se hallaba uno de los nobles húngaros más poderosos, Nicolás Újlaki, junto con las otras familias de alto rango (los Rozgonyi, los Hédervári y los Pálóczy). En este periodo comenzó la carrera del noble húngaro y comandante militar Juan Hunyadi, quien también apoyó a Vladislao desde un principio.
Junto a Ladislao V el Póstumo y su madre Isabel se hallaban el noble Ulrico II de Celje, ban de Croacia y Eslavonia, y Ladislao Garai. Igualmente la viuda Isabel de Luxemburgo consiguió obtener el apoyo del mercenario checo Jan Jiskra, quien en 1440 tuvo bajo su control una gran parte de los territorios septentrionales de Hungría, dándole al partido del pequeño rey infante un ejército de cerca de diez mil soldados.
Con su presencia en el norte, Jiskra aisló prácticamente a Vladislao I de su reino polaco, forzándolo a permanecer en Hungría, donde había establecido su corte. La única batalla significativa de la guerra civil se libró a comienzos de enero de 1441 cerca de Bátaszék, en la que el ejército de Juan Hunyadi derrotó por completo a las fuerzas de Ladislao Garai. Posteriormente, los partidarios de Vladislao I acorralaron paulatinamente a los ejércitos que apoyaban la causa del pequeño infante Habsburgo y su madre Isabel. No obstante, nunca consiguieron derrotar a Jiskra y expulsarlo de las regiones del norte. Ya que dicha pugna no parecía acabar, firmaron la paz las dos partes el 14 de diciembre de 1442. A los cinco días de firmarse el tratado, murió la reina viuda Isabel.

### Luchas contra los turcos y muerte

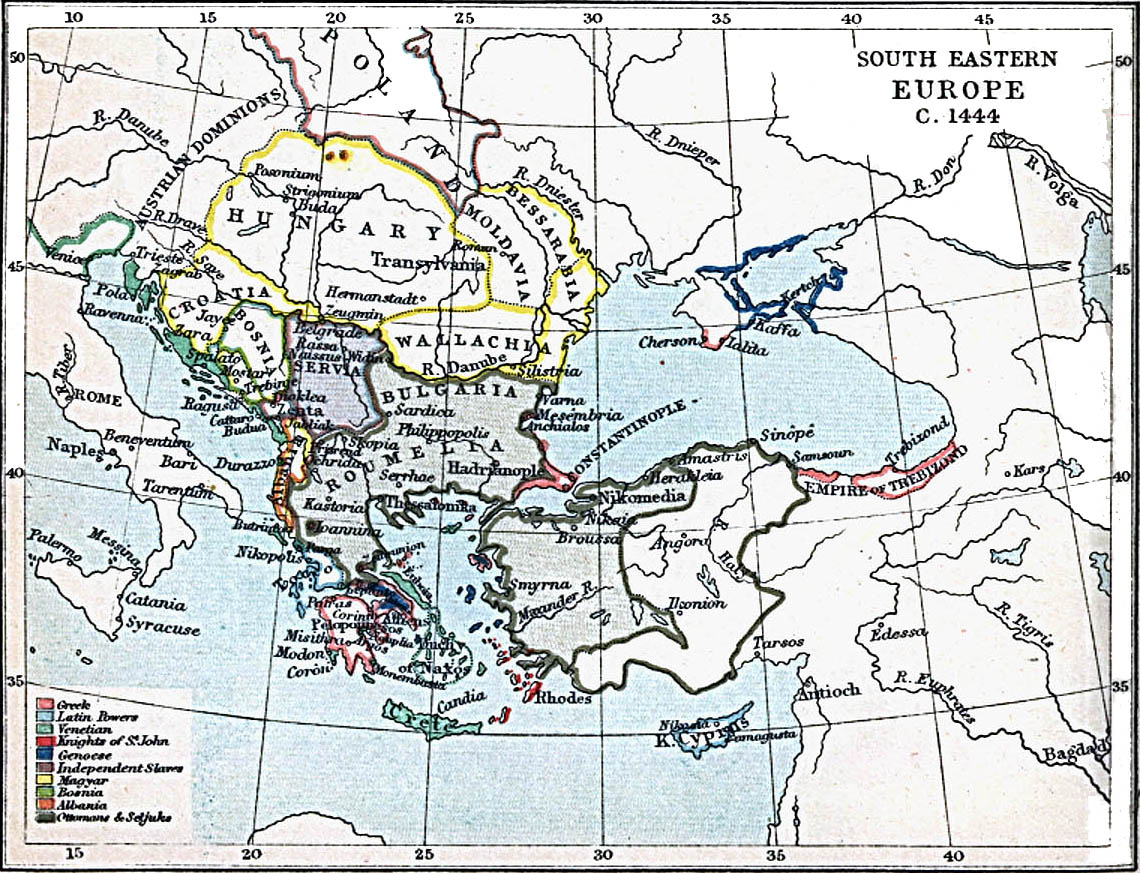
Mapa de Europa del Sudeste hacia 1444.

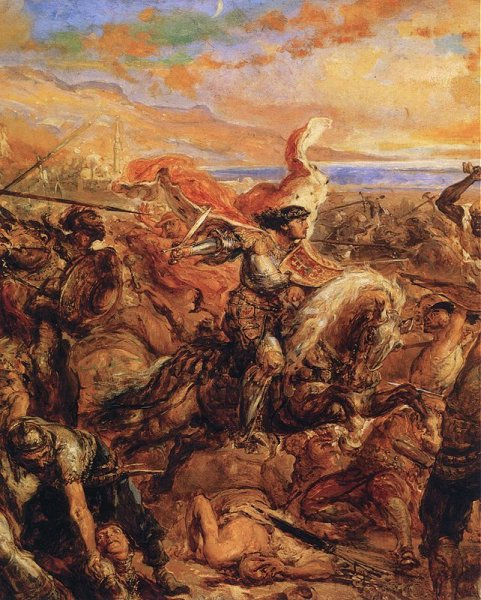
Vladislao I de Hungría en la batalla de Varna de 1444. Obra de Jan Matejko.

Por sus victorias y grandes méritos durante la guerra civil, Vladislao I decidió nombrar a Juan Hunyadi voivoda de la región de Transilvania a finales de 1440, después ispán de la provincia de Temes y finalmente capitán general de Belgrado (ciudad que se hallaba dentro de las fronteras del reino húngaro en aquella época). Con esto Hunyadi se convirtió en el comandante supremo de los húngaros en el frente contra los turcos. En otoño de 1443, Vladislao I y Hunyadi condujeron exitosamente una campaña militar antiturca, la cual según los cronistas históricos es llamada "la campaña larga". Las significativas victorias despertaron la esperanza de poder resistir contra el ejército otomano que ya penetraba en varias regiones de la Europa Oriental y Central.
El 12 de junio de 1444, el sultán otomano Murad II firmó la paz con Vladislao I de Hungría y con Juan Hunyadi en la ciudad de Adrianópolis. Sin embargo, los ejércitos húngaros —violando dicho pacto— avanzaron contra los turcos el 22 de septiembre de 1444. El tratado de paz igualmente imponía condiciones imposibles de cumplir por los turcos, como abandonar la ciudad que se devolvía en solo ocho días, lo cual los otomanos no habrían podido hacer en tal breve tiempo. No obstante, Murad II reaccionó más rápido de lo que esperaban los húngaros, y movilizando sus ejércitos, propinó una terrible derrota a los húngaros en la batalla de Varna el 10 de noviembre de 1444. En la batalla murió Vladislao I a los veinte años de edad, y Juan Hunyadi apenas logró escapar.

## Sucesión
| Predecesor: Vladislao II | Rey de Polonia 1434-1444           | Sucesor: Casimiro IV |
| Predecesor: Alberto I    | Rey de Hungría y Croacia 1440-1444 | Sucesor: Ladislao V  |